# Quần đảo Solomon
Quần đảo Solomon (tiếng Anh: Solomon Islands) là một quốc đảo của người Melanesia, nằm ở phía Đông Papua New Guinea, bao gồm gần một ngàn đảo nhỏ trải dài trên một diện tích khoảng 28.400 km² (10.965 dặm vuông). Thủ đô của nơi đây là Honiara, tọa lạc trên đảo Guadalcanal.
Theo một số ý kiến khách quan, nhiều người cho rằng người dân đảo quốc này chính là hậu duệ của người Melanesia cổ, sinh sống từ mấy ngàn năm trước. Vào thập niên 1890, thực dân Anh đã thiết lập nền bảo hộ vùng đất này. Trong thời gian 1942-1945, đảo quốc này chịu tổn thất rất lớn trong Chiến tranh thế giới thứ hai. Nhiều trận đánh ác liệt đã diễn ra (Chiến dịch quần đảo Solomon), trong đó có Trận Guadalcanal gây thiệt hại nặng nề cho Solomon. Năm 1976, chính quyền tự trị ra đời. Hai năm sau đó, Solomon chính thức trở thành quốc gia độc lập và là một thành viên thuộc Khối Thịnh vượng chung Anh.
Từ năm 1998, cuộc xung đột sắc tộc đã diễn ra trong sự bất lực của chính quyền. Đến tháng 6 năm 2003, lực lượng gìn giữ hòa bình đa quốc gia của Úc được gửi đến với "Sứ mạng giúp đỡ Quần đảo Solomon" (Regional Assistance Mission to the Solomon Islands - RAMSI) nhằm thiết lập lại nền hòa bình và giải tán các phiến quân sắc tộc vũ trang.
Ngày nay, Bắc Solomon chia thành hai vùng: Quần đảo Solomon độc lập và tỉnh Bougainville thuộc Papua New Guinea.

## Lịch sử

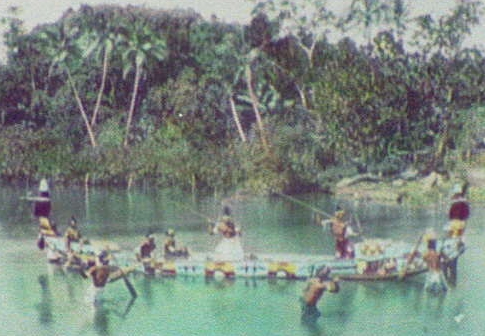
Các chiến binh Quần đảo Solomon cầm giáo trên chiếc canoe chiến đấu có trang trí năm 1895.

Mọi người tin rằng những người định cư nói tiếng Papua đã bắt đầu tới đây khoảng năm 30,000 trước Công Nguyên. Những người nói ngôn ngữ Nam Đảo đã tới đây khoảng năm 4,000 trước Công Nguyên và cũng mang theo các yếu tố văn hoá như canoe có mái chèo. Trong khoảng giữa năm 1,200 và 800 trước Công Nguyên những tổ tiên của người Polynesia, người Lapita tới đây từ Quần đảo Bismarck với các đồ gốm mang đặc trưng của họ. Người Châu Âu đầu tiên khám phá quần đảo này là nhà hàng hải người Tây Ban Nha Álvaro de Mendaña de Neira, tới từ Peru năm 1568.
Các nhà truyền giáo bắt đầu tới Solomons hồi giữa thế kỷ XIX. Ban đầu họ không đạt được nhiều thành công, bởi sự "buôn bán nô lệ da đen" (sự tuyển mộ nhân công thường mang tính bạo lực cho những nông trang mía ở Queensland và Fiji) đã dẫn tới một loạt các cuộc trả thù và thảm sát. Những hậu quả của việc buôn bán nô lệ đã buộc Anh Quốc phải tuyên bố bảo hộ với phần nam Quần đảo Solomons năm 1893. Đây là cơ bản của sự Bảo hộ Anh với Quần đảo Solomon. Năm 1898 và 1899, thêm nhiều hòn đảo khác ở xa hơn được gộp vào khu vực bảo hộ. Năm 1900 phần còn lại của quần đảo, một vùng trước kia thuộc quyền tài phán của Đức, được chuyển giao cho chính quyền Anh ngoài các đảo Buka và Bougainville vẫn thuộc quyền quản lý của Đức như một phần của New Guinea thuộc Đức (cho tới khi chúng bị Australia chiếm năm 1914, sau khi Thế chiến I bùng phát). Tuy nhiên, thương mại truyền thống và sự giao lưu xã hội giữa vùng phía tây Quần đảo Solomon Islands là Mono và Alu (the Shortlands) và các xã hội truyền thống ở phía nam vẫn tiếp tục diễn ra bình thường. Dưới chế độ bảo hộ, các nhà truyền giáo đã định cư ở Solomons, cải đạo cho hầu hết dân cư sang Thiên chúa giáo. Đầu thế kỷ XX, nhiều công ty Anh và Australia bắt đầu trồng dừa trên phạm vi rộng lớn. Tuy nhiên, tăng trưởng kinh tế vẫn ở mức thấp bởi người dân trên đảo ít được hưởng lợi từ đó.

#### Thế chiến II
Với sự bùng phát của Thế chiến II, đa số người nông dân và thương nhân đã bỏ đi tới Australia, và hầu hết công việc trồng cấy phải ngừng lại. Một số trong những trận đánh căng thẳng nhất Thế chiến II đã xảy ra trên Quần đảo Solomon. Chiến dịch đáng chú ý nhất trong những chiến dịch của Đồng Minh chống lại các lực lượng Đế quốc Nhật được phát động ngày 7 tháng 8 năm 1942 với những cuộc ném bom và đổ bộ đồng thời vào đảo Florida tại Tulagi và Red Beach trên Guadalcanal. Trận Guadalcanal trở thành một chiến dịch quan trọng và đẫm máu tại Mặt trận Thái Bình Dương khi Đồng Minh bắt đầu đẩy lùi sự mở rộng của Nhật Bản. Hành động mang tính quan trọng trong chiến lược của cuộc chiến là những chiến dịch trinh sát tại các vị trí xa xôi, thường là tại các đảo thuộc quyền kiểm soát của Nhật, cung cấp các thông tin tình báo sớm về hoạt động của hải quân, quân đội và không quân Nhật trong chiến dịch. Thượng sĩ Jacob Vouza là người nổi tiếng vì đã từ chối tiết lộ thông tin của Đồng Minh khi bị quân đội Nhật bắt và tra tấn. Biuku Gasa và Eroni Kumana, những người dân sống trên đảo cũng đã được kênh National Geographic giới thiệu vì là những người đầu tiên tìm thấy John F. Kennedy khi ông bị đắm tàu cùng đội thủy thủ của PT-109. Họ có sáng kiến sử dụng một quả dừa để viết thông tin cầu cứu và mang đi bằng một chiếc canoe chèo tay, sau này khi đã trở thành Tổng thống Hoa Kỳ Kennedy đã giữ quả dừa đó trên bàn làm việc của ông.

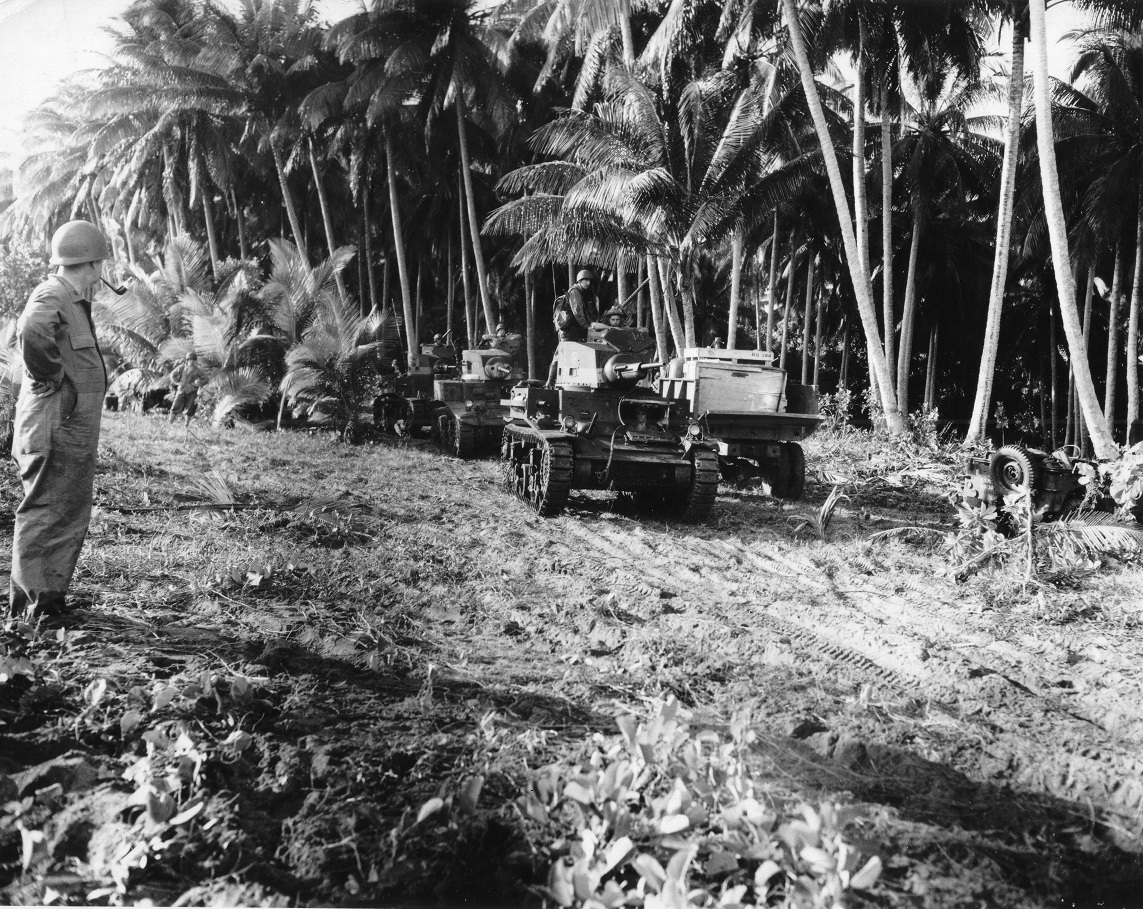
Việc triển khai xe tăng trên đảo Guadalcanal của quân đội Mỹ đã gặp trở ngại vì địa hình ở đây.

Quần đảo Solomon là một trong những vùng quan trọng chiến lược ở Nam Thái Bình Dương và nơi đóng quân của Sư đoàn VMF-214 "Black Sheep" huyền thoại dưới sự chỉ huy của Thiếu tướng "Pappy" Boyington. The Slot là một cái tên của eo biển New Georgia, khi nó được Tokyo Express sử dụng để cung cấp hậu cầu cho quân đội Nhật đồn trú trên Guadalcanal.

### Phong trào độc lập
Sau khi Thế chiến II kết thúc, chính phủ thuộc địa Anh được trao trả. Thủ đô được chuyển từ Tulagi tới Honiara để tận dụng cơ sở hạ tầng do quân đội Mỹ bỏ lại. Một phong trào cách mạng được gọi là Maasina Ruru đã tổ chức và phát động một chiến dịch bất tuân dân sự và đình công lớn trên toàn bộ quần đảo. Rất nhiều người tham gia phong trào và các lãnh đạo bị bỏ tù cuối năm 1948. Trong suốt thập niên 1950, các nhóm thổ dân chống đối khác xuất hiện và biến mất mà không giành được sức mạnh. Năm 1960, một hội đồng cố vấn của người dân Quần đảo Solomon đã bị một hội đồng lập pháp đàn áp, và một hội đồng hành pháp được tạo lập như một cơ quan bảo trợ việc thiết lập chính sách. Hội đồng này dần được trao nhiều quyền lực. Năm 1974, một hiến pháp mới được thông qua lập ra một hệ thống chính phủ nghị viện dân chủ và các bộ trưởng. Giữa năm 1975, cái tên Quần đảo Solomon chính thức được đổi thành Nhà nước Bảo hộ Quần đảo Solomon thuộc Anh.
Ngày 2 tháng 1 năm 1976, Solomon trở thành nhà nước tự quản, và giành được độc lập ngày 7 tháng 7 năm 1978, chính phủ đầu tiên sau khi độc lập được bầu ra tháng 8 năm 1980. Một loạt các chính phủ đã được hình thành từ đó và vẫn chưa thành công trong việc xây dựng và phát triển đất nước. Sau cuộc bầu cử Bartholomew Ulufa'alu năm 1997 tình hình chính trị của Solomon bắt đầu xấu đi. Việc quản lý đất nước giảm sút với sự bất lực của các cơ quan cảnh sát và chính phủ tới mức tình hình đã bị gọi là "căng thẳng".

### Căng thẳng
Thường được gọi là căng thẳng hay căng thẳng sắc tộc, ban đầu cuộc bạo động dân sự chủ yếu là cuộc chiến giữa Phong trào Tự do Isatabu (cũng được gọi là Quân đội Cách mạng Guadalcanal) và Lực lượng Đại bàng Malaita (cũng như Lực lượng Đại bàng Marau). (Dù đa phần cuộc xung đột là giữa người Guales và người Malaitans, Kabutaulaka (2001) Lưu trữ ngày 30 tháng 12 năm 2011 tại Wayback Machine và Dinnen (2002) tranh cãi rằng cái mác 'xung đột sắc tộc' là sự đơn giản hoá). Về các chi tiết thảo luận về sự Căng thẳng, sem thêm Fraenkel (2004) và Moore (2004).
Cuối năm 1998, các chiến binh trên đảo Guadalcanal bắt đầu một chiến dịch đe doạ và bạo lực chống lại những người định cư Malaitan. Năm sau đó, hàng nghìn người Malaita đã phải bỏ chạy về Malaita hay thủ đô, Honiara (nơi, dù nằm trên đảo Guadalcanal, có dân cư chủ yếu là người Malaita và những người dân đảo Solomon từ các tỉnh khác). Năm 1999, Lực lượng Đại bàng Malaita (MEF) đã được thành lập để đối chọi.
Chính phủ cải cách của Bartholomew Ulufa'alu đã tìm cách đối phó với những rắc rối nảy sinh từ cuộc xung đột này. Cuối năm 1999, chính phủ đã tuyên bố tình trạng khẩn cấp kéo dài trong bốn tháng. Cũng có một số nỗ lực tổ chức các buổi hoà giải nhưng không thành công. Bartholomew cũng đã yêu cầu sự trợ giúp từ phía Australia và New Zealand năm 1999 nhưng đề nghị này đã bị từ chối.
Tháng 6 năm 2000, Ulufa'alu bị các thành viên du kích của MEF bắt cóc vì họ cho rằng dù đang ở Malaitan, ông không hành động đủ để bảo vệ các lợi ích của họ. Sau đó Ulufa'alu đã từ chức để đổi lấy tự do. Manasseh Sogavare, người từng là Bộ trưởng Tài chính trong chính phủ của Ulufa'alu's nhưng sau này đã gia nhập phe đối lập, được bầu làm Thủ tướng với tỷ lệ 23-21 trước Rev. Leslie Boseto. Tuy nhiên sự thắng cử của Sogavare đã ngay lập tức bị đặt nghi vấn khi sáu đại biểu (là người ủng hộ Boseto) không thể tới nghị viện tham dự cuộc bỏ phiếu (Moore 2004, n.5 trang 174).
Tháng 10 năm 2000, Thoả thuận Hoà bình Townsville, được ký kết giữa Lực lượng Đại bàng Malaita, các nhóm của IFM và Chính phủ Quần đảo Solomon. Ngay sau đó là thoả thuận Hoà bình Marau tháng 2 năm 2001, được ký kết giữa Lực lượng Đại bàng Marau, Phong trào Isatabu Tự do, Chính phủ Tỉnh Guadalcanal và Chính phủ Quần đảo Solomon. Tuy nhiên, một nhà lãnh đạo du kích quan trọng của Guale, Harold Keke, đã từ chối ký Thoả thuận, gây ra một sự chia rẽ với các nhóm Guale. Sau đó, các bên của Guale đồng ý với thoả thuận do Andrew Te'e lãnh đạo đã gia nhập với nhóm cảnh sát đa số người Malaitan để hình thành nên 'Lực lượng Phối hợp Hành động'. Trong hai năm tiếp theo cuộc xung đột chuyển sang Weathercoast của Guadalcanal khi những nỗ lực của Lực lượng Phối hợp Hành động nhằm bắt giữ Keke và nhóm của ông thất bại.
Cuộc bầu cử mới được tổ chức vào tháng 12 năm 2001 đưa Sir Allan Kemakeza lên nắm chức Thủ tướng với sự hỗ trợ của Đảng Liên minh Nhân dân của ông và của Hiệp hội các Thành viên Độc lập. Luật pháp và trật tự ngày càng mất hiệu lực khi bản chất của cuộc xung đột thay đổi bạo lực tiếp tục diễn ra tại Weathercoast trong khi các du kích ở Honiara ngày càng theo đuổi các hành động tội ác và tra tán. Bộ Tài chính thường phải được quân đội vũ trang bảo vệ khi thu tiền về. Tháng 12 năm 2002, Bộ trưởng Tài chính Laurie Chan từ chức sau khi bị buộc phải ký giấy này tại một trạm kiểm soát do một số chiến binh lập ra. Xung đột bùng phát ở Tỉnh Tây giữa những người địa phương và những người định cư Malaitan. Các thành viên phản bội của Quân đội Cách mạng Bougainville (BRA) đã được mời tới làm lực lượng bảo vệ nhưng cuối cùng lại gây thêm nhiều rắc rối hơn những gì họ ngăn chặn được.
Tình trạng vô chính phủ, cướp bóc và sự bất lực của cánh sát khiến Chính phủ Quần đảo Solomon phải ra thông báo tìm kiếm sự trợ giúp của nước ngoài. Với tình trạng phá sản của quốc gia và sự hỗn loạn ở thủ đô, đề nghị này nhanh chóng được Nghị viện thông qua.
Tháng 6 năm 2003, cảnh sát Úc và Đảo Thái Bình Dương cùng quân đội tới Quần đảo Solomon dưới sự đỡ đầu của Phái bộ Hỗ trợ Vùng cho Quần đảo Solomon (RAMSI) do Australia lãnh đạo. Một lực lượng an ninh quốc tế khá lớn với 2,200 cảnh sát và quân lính, dưới sự lãnh đạo của Australia và New Zealand, và với đại diện từ khoảng 20 quốc gia Thái Bình Dương khác bắt đấu tới trong tháng tiếp sau trong khuôn khổ Chiến dịch Helpem Fren. Từ thời điểm đó một số nhà bình luận đã gọi đất nước này như một quốc gia không thể thành hình.
Tháng 4 năm 2006 có những lời đồn rằng Thủ tướng mới được bầu Snyder Rini đã sử dụng các khoản hối lộ từ các doanh nhân Trung Quốc để mua phiếu bầu của các thành viên Nghị viện dẫn tới tình trạng cướp bóc trên diện rộng ở thủ đô Honiara. Một sự oán giận sâu sắc chống lại cộng đồng thiểu số các doanh nhân Trung Quốc đã dẫn tới việc phá uỷ khu Chinatown ở thành phố này. Căng thẳng cũng gia tăng khi mọi người tin rằng các khoản tiền lớn đã được chuyển tới Trung Quốc. Trung Quốc đã gửi máy bay tới sơ tán hàng trăm công dân nước mình tránh khỏi cuộc cướp bóc. Việc sơ tán các công dân Úc và Anh Quốc cũng diễn ra nhưng ở mức độ thấp hơn nhiều. Thêm nhiều cảnh sát và quân đội Úc, New Zealand và Fiji đã được điều động để dẹp yên tình trạng bạo loạn. Cuối cùng Rini đã từ chức khi phải đối mặt với cuộc bỏ phiếu bất tín nhiệm ở Nghị viện, và Nghị viện đã bầu Manasseh Sogavare làm Thủ tướng.

### Trận động đất và sóng thần năm 2007
Ngày 2 tháng 4 năm 2007, Quần đảo Solomon bị chấn động bởi một trận động đất lớn và tiếp sau đó là một vụ sóng thần. Những báo cáo đầu tiên cho thấy sóng thấn, vốn chủ yếu ảnh hưởng tới hòn đảo nhỏ Gizo, cao nhiều mét (có lẽ cao tới 10 mét (33 ft) theo một số thông tin, 5 mét (16 1/3 ft) theo Văn phòng Đối ngoại). Trận sóng thần phát sinh từ một trận động đất mạnh 8.1 độ, với tâm chấn nằm cách 217 dặm (349 km) phía tây bắc thủ đô hòn đảo, Honiara, tại Vĩ độ -8.453 Kinh độ 156.957 và ở độ sâu 10 km (6.2 miles).
Theo Phòng Nghiên cứu Địa chất Hoa Kỳ trận động đất xảy ra lúc 20:39:56 UTC ngày Chủ nhật, 1 tháng 4 năm 2007. Từ sự kiện đầu tiên và cho tới tận lúc 22:00:00 UTC ngày thứ 4, 4 tháng 4 năm 2007, hơn 44 dư chấn mạnh bằng hoặc hơn 5.0 độ đã được ghi lại trong vùng.
Con số người chết do cơn sóng thần ít nhất là 52 người, và sóng thần đã phá huỷ hơn 900 ngôi nhà và khiến hàng nghìn người mất nhà cửa.
Theo những người dân địa phương đất bị xô đẩy do trận động đất đã mở rộng ngoài khơi của một hòn đảo, Ranongga, tới 70 mét (230 ft). Điều này khiến nhiều rặng san hô nguyên thủy hiện ra trên những bờ biển mới hình thành.

### Thể thao
Đội tuyển bóng đá Quốc gia Quần đảo Solomon đã làm nên lịch sử khi trở thành đội đầu tiên đánh bại New Zealand để tham dự trận đối đầu trực tiếp tranh suất vào World Cup 2006 với Australia. Họ bị đánh bại 7-0 tại Australia và 2-1 trên sân nhà.
Ngày 14 tháng 6 năm 2008, đội Futsal quốc gia Quần đảo Solomon giành chiến thắng giải Oceania Futsal Championship tại Fiji giành suất tham dự 2008 FIFA Futsal World Cup được tổ chức tại Brazil từ ngày 30 tháng 9 đến 19 tháng 10 năm 2008.
Đội bóng đá bãi biển quốc gia Solomon được coi là đội mạnh nhất tại châu Đại Dương, và đã tham dự ba FIFA Beach Soccer World Cup gần đây nhất.
Đội rugby quốc gia Quần đảo Solomon đã tham dự các trận đấu quốc tế từ năm 1969.
Tương tự, giải rugby quốc gia quần đảo Solomon đã bắt đầu tái xuất sau mười năm gián đoạn.

## Chính trị

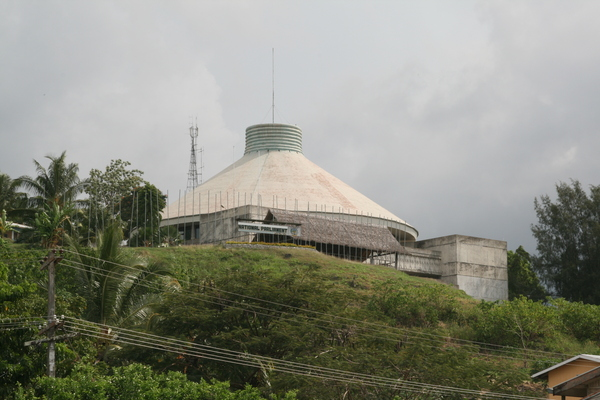
Toà nhà Nghị viện

Quần đảo Solomon là một quốc gia quân chủ lập hiến và có một chính phủ theo hệ thống nghị viện. Quốc vương Charles III là Quốc vương Quần đảo Solomon và là nguyên thủ quốc gia; ông được đại diện bởi Tổng Toàn quyền người được Nghị viện chọn lựa với nhiệm kỳ năm năm. Có một nghị viện đơn viện gồm 50 thành viên, được bầu với nhiệm kỳ 4 năm. Tuy nhiên, Nghị viện có thể bị giải tán theo đa số phiếu thành viên của nó trước khi kết thúc nhiệm kỳ. Đại diện Nghị viện dựa trên cơ sở một đại diện. Quyền bỏ phiếu dành cho mọi công dân trên 21 tuổi. Lãnh đạo Chính phủ là Thủ tướng, người được Nghị viện bầu ra và có quyền lựa chọn các thành viên của Chính phủ. Mỗi bộ do một thành viên chính phủ đứng đầu và được giúp đỡ bởi một thư ký, một viên chức dân sự, lãnh đạo các viên chức trong bộ.
Chính phủ Quần đảo Solomon có đặc điểm bởi các đảng chính trị yếu (xem Danh sách Đảng Chính trị của Quần đảo Solomon) và các liên minh rất không ổn định. Chính phủ thường phải đối mặt với các cuộc bỏ phiếu bất tín nhiệm và quyền lãnh đạo chính phủ vì thế cũng thay đổi thường xuyên. Việc thay đổi chính phủ là điều thường thấy.
quyền sở hữu đất đai được dành riêng cho công dân Quần đảo Solomon. Pháp luật cho phép các công dân nước ngoài định cư như người Trung Quốc và người Kiribati, có được quyền công dân thông qua việc nhập quốc tịch. Đất đai nói chung vẫn nằm trong tay các gia đình hay làng xã và có thể được trao thừa kế từ cha mẹ cho con cái theo phong tục địa phương. Người dân đảo không muốn sử dụng đất đai vào các lĩnh vực kinh tế phi truyền thống, và điều này khiến việc tranh cãi về quyền sở hữu đất đai tiếp tục diễn ra.
Các lực lượng phi quân sự được Quần đảo Solomon duy trì, mặc dù họ có lực lượng cảnh sát gần 500 người gồm cả một đơn vị biên phòng. Cảnh sát cũng chịu trách nhiệm cứu hoả, cứu hộ thiên tai và tuần tra biển. Lực lượng cảnh sát nằm dưới quyền chỉ huy của một uỷ viên hội đồng, được chỉ định bởi Tổng Toàn quyền và chịu trách nhiệm trước thủ tướng. Ngày 27 tháng 12 năm 2006, Chính phủ Quần đảo Solomon nói họ đã thực hiện các bước nhằm ngăn vị lãnh đạo cảnh sát người Australia quay về quốc gia Thái Bình Dương. Ngày 12 tháng 1 năm 2007, Australia đã thay thế nhà ngoại giao hàng đầu của họ bị trục xuất khỏi Quần đảo Solomon vì có hành động hoà giải nhằm giảm căng thẳng cuộc tranh cãi kéo dài bốn tháng giữa hai chính phủ.
Ngày 11 tháng 7 năm 2007, Quần đảo Solomon đưa Julian Moti lên làm Tổng chưởng lý. Moti hiện bị Australia truy nã vì liên quan tới hành động lạm dụng tình dục trẻ em. Thủ tướng Australia John Howard đã gọi hành động này là "khá kỳ lạ". Bộ trưởng ngoại giao Australia Alexander Downer đã miêu tả quốc gia này là một "kho truyện cười" của thế giới văn minh. Tuy nhiên những lời cáo buộc của Australia chống lại Moti liên quan tới những sự kiện diễn ra ở Vanuatu, và những cáo buộc tương tự mà các toà án tại Vanuatu đã xoá bỏ trong thập niên 1990. Julian Moti đã thu hút sự chú ý của Australia bởi ông cố vấn cho Chính phủ Quần đảo Solomon điều tra trách nhiệm của cảnh sát Australia trong việc gây ra những vụ bạo loạn năm 2006 tại Honiara.
Ngày 13 tháng 12 năm 2007, Thủ tướng Manasseh Sogavare bị cách chức sau một cuộc bỏ phiếu bất tín nhiệm tại Nghị viện, sau sự ly khai của năm Bộ trưởng thuộc phe đối lập. Đây là lần đầu tiên Thủ tướng mất chức theo cách này ở Quần đảo Solomon. Ngày 20 tháng 12, Nghị viện bầu ứng cử viên phe đối lập (và là cựu Bộ trưởng Giáo dục) Derek Sikua làm Thủ tướng, với số phiếu 32 trên 15.

## Các tỉnh

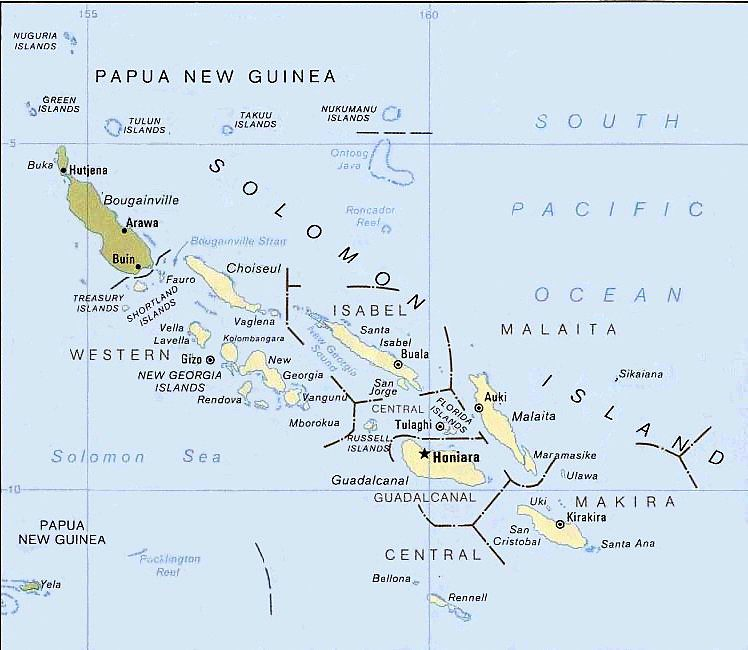
Bản đồ Quần đảo Solomon

Với chính phủ địa phương, đất nước được chia làm 10 vùng hành chính, trong số đó 9 tỉnh do các cơ quan được bầu từ địa phương quản lý và tỉnh thứ 10 là thị trấn Honiara, cho Hội đồng Thị trấn Honiara cai quản.
- Trung tâm
- Choiseul
- Guadalcanal
- Honiara, Thị trấn
- Isabel
- Makira-Ulawa
- Malaita
- Rennell và Bellona
- Temotu
- Tây

## Quan hệ nước ngoài
Quần đảo Solomon là một thành viên của Liên hiệp quốc, Khối thịnh vượng chung, Hội đồng Nam Thái Bình Dương, Diễn đàn Nam Thái Bình Dương, Quỹ Tiền tệ Quốc tế, và Liên minh châu Âu/Châu Phi, Caribe, và Thái Bình Dương (ACP) (EEC/ACP) (Hiệp ước Lomé).
Đời sống chính trị của Quần đảo Solomon còn bị ảnh hưởng bởi tầm quan trọng của nó với Trung Hoa dân quốc ở Đài Loan và Cộng hoà Nhân dân Trung Hoa. Quần đảo Solomon công nhận ngoại giao với Trung Hoa dân quốc, thừa nhận nó là Chính phủ hợp pháp duy nhất của toàn bộ Trung Quốc, là nước bỏ phiếu ủng hộ quan trọng với Trung Hoa dân quốc tại Liên hiệp quốc. Các khoản đầu tư nhiều lợi nhân, các khoản hỗ trợ chính trị và các khoản cho vay ưu đãi cả từ Trung Hoa dân quốc và Cộng hoà Nhân dân Trung Hoa đang dần thao túng đời sống chính trị của Quần đảo này.
Quan hệ với Papua New Guinea, đã bị chững lại bởi làn sóng người tị nạn từ Bougainville những cuộc nổi dậy và tấn công trên những hòn đảo phía bắc Solomon bởi những nhánh nổi dậy người Bougainvill, đã được khôi phục. Một hiệp định hoà bình trên Bougainville đã được xác nhận năm 1998 loại bỏ mối đe doạ quân sự và hai nước tiến hành các quốc tuần tra biên giới thường xuyên theo một thoả thuận năm 2004.

## Quân đội
Mặc dù Lực lượng Phòng vệ Quần đảo Solomon Bảo hộ Anh với các quân nhân tuyển mộ tại địa phương từng là một phần của các lực lượng Đồng Minh tham gia chiến đấu trên Quần đảo Solomon trong Thế chiến II, nước này không có một lực lượng quân sự thường xuyên độc lập. Nhiều nhánh bán quân sự của Cảnh sát Hoàng gia Quần đảo Solomon (RSIP) đã bị giải tán năm 2003 sau sự can thiệp của Phái bộ Hộ trợ Vùng cho Quần đảo Solomon (RASMI). RAMSI có một phái quân sự trực thuộc được chỉ huy bởi một vị tướng người Australia với trách nhiệm hỗ trợ lực lượng cảnh sát của RAMSI về an ninh bên trong và bên ngoài. RSIP vẫn điều hành hai tàu tuần tra (RSIPV Auki và RSIPV Lata) tạo thành lực lượng hải quân của Quần đảo Solomon.
Về lâu dài mọi người cho rằng RSIP sẽ đảm nhiệm cả vai trò phòng vệ. Lực lượng cảnh sát nằm dưới quyền lãnh đạo của một cao uỷ, được chỉ định bởi Toàn quyền và chịu trách nhiệm trước thủ tướng.
Ngân sách cho cảnh sát của Quần đảo Solomon đã bị đình trệ vì một cuộc nội chiến kéo dài bốn năm. Sau cuộc đình công Cyclone Zoe trên hòn đảo Tikopia và Anuta tháng 12 năm 2002, Australia phải cung cấp cho chính phủ Quần đảo Solomon 200,000 Solomons ($50,000 Australia) để mua nhiên liệu, hậu cần cho chiếc tàu tuần tra Lata hoạt động. (Một phần công việc của RAMSI là hỗ trợ Chính phủ Quần đảo Solomon ổn định ngân sách.)

## Địa lý

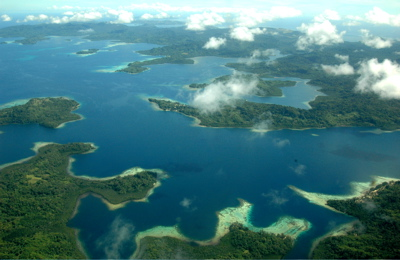
Quần đảo Solomon nhìn từ trên không

Quần đảo Solomon là một quốc đảo rộng lớn nằm ở phía đông Papua New Guinea và gồm nhiều hòn đảo: Choiseul, Đảo Shortland; Đảo New Georgia; Santa Isabel; Đảo Russell; Nggela (Đảo Florida); Malaita; Guadalcanal; Sikaiana; Maramasike; Ulawa; Uki; Makira (San Cristobal); Santa Ana; Rennell và Bellona; Quần đảo Santa Cruz và ba hòn đảo nhỏ nằm ở xa, Tikopia, Anuta, và Fatutaka. Khoảng cách giữa các đảo nằm xa nhất ở phía tây và phía đông là khoảng 1,500 kilômét (930 mi). Quần đảo Santa Cruz (Tikopia là một phần của nó), nằm ở phía bắc Vanuatu và rất cô lập với khoảng cách 200 kilômét (120 mi) từ các hòn đảo khác. Bougainville về địa lý là một phần của Quần đảo Solomon, nhưng về chính trị thuộc Papua New Guinea.
Khí hậu đại dương-xích đạo của hòn đảo này rất ẩm trong cả năm, với nhiệt độ trung bình 27 °C (80 °F). Từ tháng 6 tới tháng 8 là thời gian lạnh nhất. Dù các mùa không được phân biệt, các cơn gioá tây bắc vào tháng 11 tới tháng 4 mang lại những cơn mưa thường xuyên và thỉnh thoảng là những trận gió giật hay bão. Lượng mưa hàng năm khoảng 3050 mm (120 in).
Quần đảo Solomon là một phần của hai vùng sinh thái mặt đất riêng biệt. Đa phần các đảo là một phanà của vùng sinh thái rừng mưa nhiệt đới Quần đảo Solomon, vốn gồm các đảo Bougainville và Buka, là một phần của Papua New Guinea, những khu rừng này hiện đang gặp nguy cơ lớn từ các hoạt động khai thác. Quần đảo Santa Cruz là một phần của vùng sinh thái rừng mưa nhiệt đới Vanuatu, cùng với quần đảo Vanuatu bên cạnh. Chất lượng đất thay đổi từ rất giàu đất núi lửa (có các núi lửa ở nhiều mức độ hoạt động khác nhau trên một số hòn đảo lớn) tới đá vôi cằn cỗi. Có hơn 230 loài lan và các loại hoa nhiệt đới khác trên quần đảo.
Quần đảo có nhiều núi lửa đã ngừng hoặc vẫn đang hoạt động. Núi lửa Tinakula và Kavachi là những núi lửa hoạt động mạnh nhất.

## Kinh tế
Với GDP trên đầu người $600 Quần đảo Solomon là một quốc gia kém phát triển, và hơn 75% lực lượng lao động của họ hoạt động kinh tế tự cung tự cấp và đánh cá. Đa số các sản phẩm chế biến và sản phẩm dầu mỏ phải nhập khẩu. Năm 1998, giá gỗ nhiệt đới trên thế giới giảm mạnh, gỗ là sản phẩm xuất khẩu chủ yếu của Quần đảo Solomon, và vào những năm gần đây, các cánh rừng ở Solomons đã bị khai thác quá mức. Các sản phẩm mùa màng và xuất khẩu quan trọng khác gồm cùi dừa khô và dầu cọ. Năm 1998 Ross Mining của Australia bắt đầu khai thác vàng tại Gold Ridge ở Guadalcanal. Việc khai thác khoáng sản tại các nơi khác vẫn tiếp tục. Tuy nhiên, với tình trạng bạo lực sắc tộc tháng 6 năm 2000, các hoạt động xuất khẩu dầu cọ và vàng đã dừng lại trong khi xuất khẩu gỗ cũng suy giảm. Hòn đảo này có nhiều nguồn tài nguyên khoáng sản chưa được khai thác như chì, kẽm, nickel, và vàng.
Ngành đánh cá trên Quần đảo Solomon cũng là lĩnh vực quan trọng đóng góp vào xuất khẩu và phát triển kinh tế. Tuy nhiên, một liên doanh với Nhật Bản, Solomon Taiyo Ltd., điều hành nhà máy đóng hộp duy nhất trên quần đảo, đã đóng cửa hồi giữa năm 2000 vì tình trạng bạo lực sắc tộc. Dù nhà máy đã được mở cửa trở lại dưới sự điều hành của người địa phương đã được đặt ra, việc xuất khẩu cá ngừ đại dương vẫn chưa được nối lại. Các cuộc đàm phán đang được tiến hành và có thể dẫn tới việc tái mở cửa khai thác mỏ vàng Gold Ridge và các nông trường cọ dừa lớn.
Du lịch, đặc biệt là lặn biển, là một ngành công nghiệp dịch vụ quan trọng của Quần đảo Solomon. Tuy nhiên, sự phát triển của ngành này đã bị ảnh hưởng bởi sự thiếu hụt cơ sở hạ tầng và các giới hạn về vận tải.
Chính phủ Quần đảo Solomon đã vỡ nợ vào năm 2002. Từ sự can thiệp của RAMSI năm 2003, chính phủ đã tái cơ cấu ngân sách. Nước này đã củng cố và tái đàm phán các khoản nợ nội địa, và với sự hỗ trợ của Australia, hiện đang tìm cách tái đàm phán với các chủ nợ nước ngoài. Các nhà tài trợ chính cho Solomons gồm Australia, New Zealand, Liên minh châu Âu, Nhật Bản, và Trung Hoa dân quốc.
Gần đây, toà án Solomons đã tái phê chuẩn việc xuất khẩu cá heo sống để lấy tiền, chủ yếu tới Dubai, Các tiểu Vương quốc Ả Rập thống nhất. Việc này trước đó đã bị chính phủ đình chỉ năm 2004 sau sự phản đối quốc tế với một chuyến hàng 28 chú cá heo sống tới Mexico. Hành động này đã dẫn tới sự chỉ trích từ cả Australia và New Zealand cũng như nhiều tổ chức quan sát khác.

## Năng lượng
Một đội các nhà phát triển năng lượng tái tạo làm việc cho Pacific Islands Applied Geoscience Commission (SOPAC) và được Renewable Energy and Energy Efficiency Partnership (REEEP) tài trợ, đã đưa ra một chương trình cho phép các cộng đồng này tiếp cận với nguồn năng lượng tái tạo, như mặt trời, với giá thành không quá lớn. Những người này cho rằng, nếu những cư dân trên đảo không thể trả tiền mặt cho nguồn năng lượng mặt trời, họ có thể trả bằng hoa lợi.

## Nhân khẩu
Ở thời điểm năm 2006 đa số trong 552,438 người dân Quần đảo Solomon là người Melanesia (94.5%). Người Polynesia (3%) và Micronesia (1.2%) là hai nhóm sắc tộc đáng chú ý khác. Có vài nghìn người là người Trung Quốc. 74 ngôn ngữ được sử dụng trên Quần đảo Solomon, dù bốn ngôn ngữ trong số đó đã tuyệt chủng. Trên hòn đảo trung tâm, nhóm ngôn ngữ Melanesia (chủ yếu thuộc nhóm Đông Nam Solomon) được sử dụng. Ở những hòn đảo phía ngoài, Rennell và Bellona ở phía nam, Tikopia, Anuta và Fatutaka ở cực đông, Sikaiana ở đông bắc, và Luaniua ở phía bắc (Ontong Java Atoll, cũng được gọi là Lord Howe Atoll), nhóm ngôn ngữ Polynesia được sử dụng. Những người dân nhập cư Gilbert (Kiribati) và Tuvalu nói các ngôn ngữ Micronesia. Tuy tiếng Anh là ngôn ngữ chính thức, chỉ 1-2% dân số nói tiếng Anh; ngôn ngữ chung là Solomons Pijin.

## Tôn giáo
Tôn giáo tại Quần đảo Solomon (2007)
Tôn giáo trên Quần đảo Solomon gồm 97% tín đồ Thiên chúa giáo với các phái sau: Nhà thờ Melanesia giáo phái Anh 32.8%, Cơ đốc giáo La Mã 19%, Nhà thờ Phúc Âm Biển Nam 17%, Bảy ngày Adventist 11.2%, Nhà thờ Thống nhất 10.3%, Nhà thờ Christian Fellowship 2.4%, các phái Thiên chúa giáo khác 4.4%. 2.9% còn lại theo các đức tin tôn giáo bản địa. Theo những báo cáo gần đây nhất, Hồi giáo trên Quần đảo Solomon có khoảng 350 tín đồ.

## Văn hoá

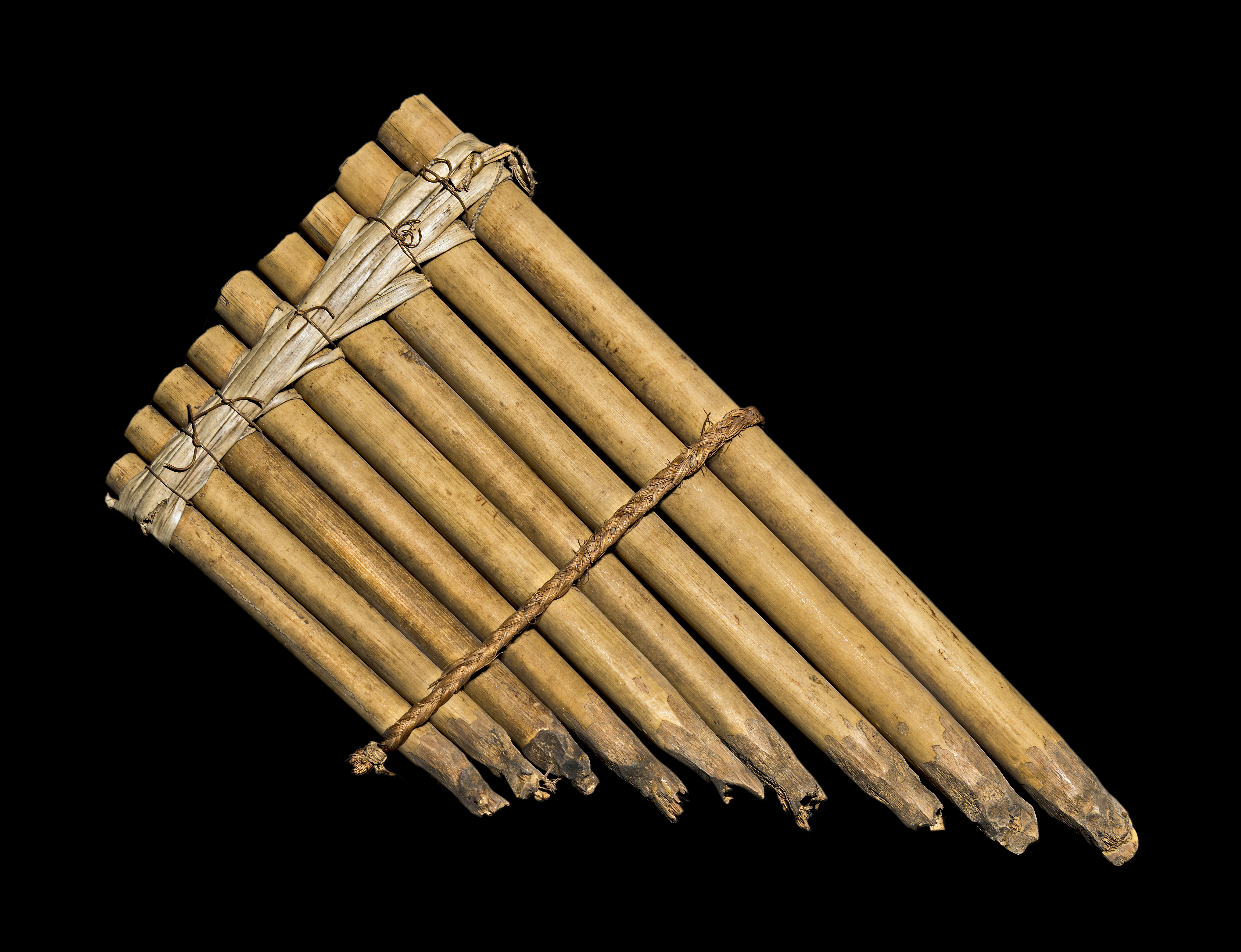
Panpipes, thế kỷ XIX

Trong văn hoá truyền thống của Quần đảo Solomon, các phong tục cũ được truyền lại từ thế hệ này đến thế hệ khác, những tinh thần được truyền lại từ nhiều đời này đã hình thành nên các giá trị văn hoá của Quần đảo.
Môn thể thao được ưa chuộng nhất trên Quần đảo Solomon là bóng đá, bóng rổ cũng là môn thể thao được ưa chuộng.
Radio là phương tiện truyền thống có ảnh hưởng nhất trên Quần đảo Solomons vì những khác biệt ngôn ngữ, nạn thất học, và sự khó tiếp nhận sóng vô tuyến ở một số vùng trong nước. Quần đảo Solomon Broadcasting Corporation (SIBC) điều hành các dịch vụ radio công, gồm các đài phát sóng quốc gia Radio Happy Isles và Wantok FM, và các đài phát sóng địa phương Radio Happy Lagoon và, trước kia là, Radio Temotu. Có một đài phát sóng thương mại, PAOA FM, phủ sóng trên Quần đảo Solomons. Chỉ có một tờ báo hàng ngày Solomon Star (www.solomonstarnews.com) và một website tin tức hàng ngày Solomon Times Online (www.solomontimes.com), 2 tuần báo Solomons Voice và Solomon Times, và hai nguyệt báo Agrikalsa Nius và Citizen's Press. Không có các trạm dịch vụ TV trên Quần đảo Solomon, dù có thể thu được tín hiệu từ các trạm phát sóng TV vệ tinh. Quần đảo Solomon có thể tiếp cận tự do vào ABC Asia Pacific (thuộc kênh ABC của Australia) và BBC World News.
Các tác gia của Quần đảo Solomon gồm nhà tiểu thuyết Rexford Orotaloa và John Saunana và nhà thơ Jully Makini.